# Serialismo integral
El serialismo integral (véase serialismo y Serialismo_integral) representa que un paso más adelante del dodecafonismo, y fue creado por el que fue discípulo de Olivier Messiaen, Pierre Boulez, usándolo por primera vez en su obra "Estructuras I".: se establece un orden no sólo para la sucesión de las diferentes alturas, sino para la sucesión de las diferentes duraciones (las "figuras", como la negra, corchea, etc.) y la sucesión de las dinámicas (los niveles de intensidad sonora). Todas estas series se repiten durante el transcurso de una obra. La técnica se ha llamado serialismo integral para distinguirla del serialismo limitado del dodecafonismo. Entre los compositores que utilizaron este sistema destacan Karlheinz Stockhausen, Ernst Krenek y Milton Babbitt.